# João de Miranda Ribeiro
João de Miranda Ribeiro (Vila Nova de Gaia, 1686 – Salvador, 1755) foi mestre carpinteiro de casas radicado em Salvador, co-fundador do Convento de Nossa Senhora da Lapa da mesma cidade.

## Biografia
Partiu muito jovem para o Brasil, estabelecendo-se na cidade do Salvador da Baía, cidade em franco crescimento urbanístico e populacional, como "oficial de carpinteiro de casas". A falta de mão-de-obra qualificada nesse ofício, aliada à expansão urbanística da cidade, proporcionou-lhe, com o tempo, a acumulação de uma vasta fortuna e uma posição social de relevo, posição essa que lhe permitiu ascender à qualidade de "irmão de menor condição" da Santa Casa da Misericórdia da cidade do Salvador, em 21 de Março de 1717. Vivia, nessa data, "junto ao Tororó", freguesia de Nossa Senhora do Desterro, sendo ainda oficial de carpinteiro.

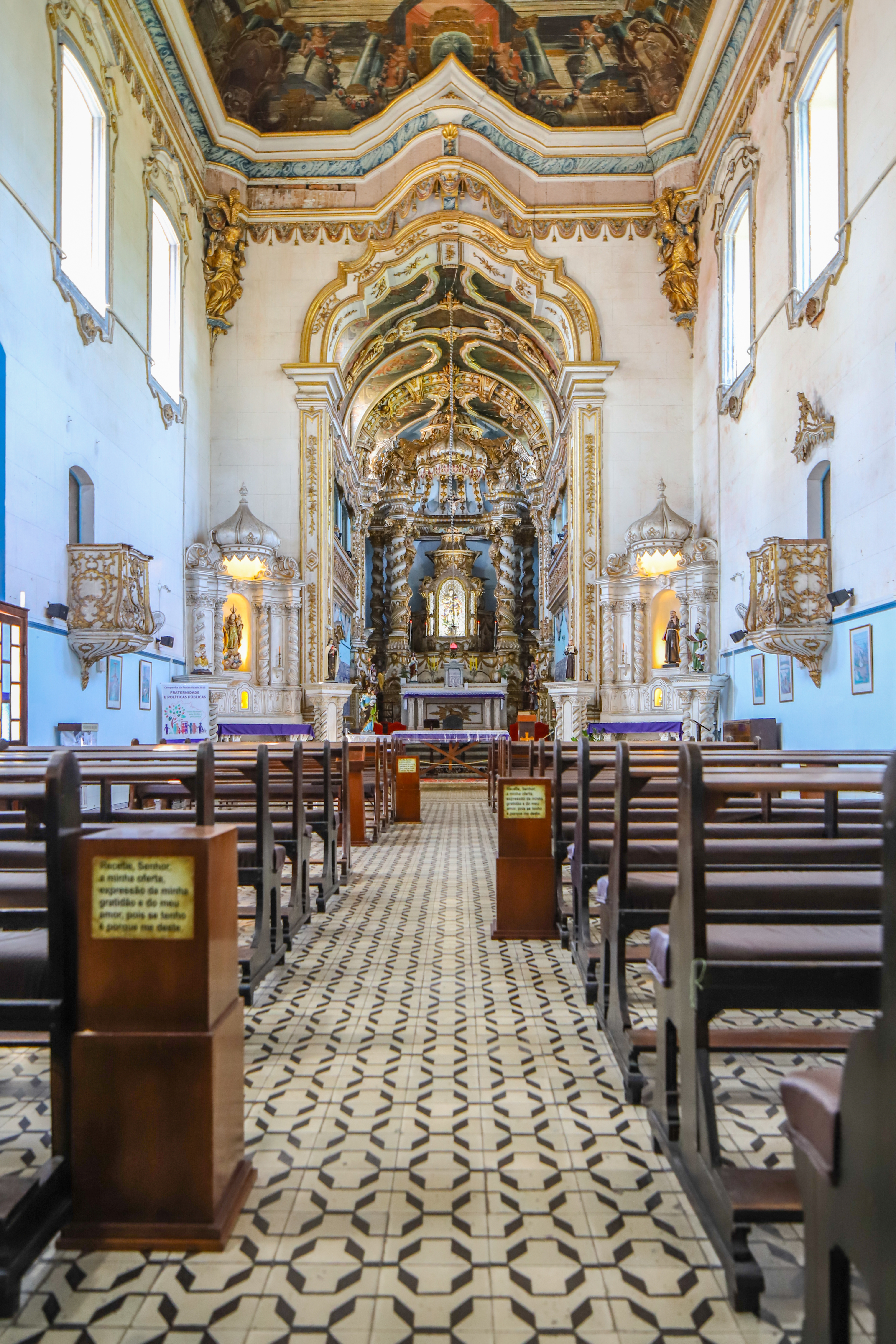
Nave central da igreja do Convento da Lapa.

Passa então a ser contratado pela Santa Casa de Misericórdia para realizar diversos trabalhos, tendo feito parte do Conselho da mesma durante a provedoria de Gonçalo Ravasco Cavalcante e Albuquerque. Realizou as obras do forro da casa do consistório, do recolhimento feminino e da sacristia da igreja daquela instituição, obras que lhe trouxeram bastante prestígio. Alguns anos antes, entre 1713 e 1715, já havia aforado uma grande quantidade de terras na Rua das Trincheiras, daquela cidade.
Aforou, ao todo, "22 braças de terra", tornando-se o maior foreiro de terras pertencentes ao mosteiro de São Bento da Baía, que detinha o senhorio directo das ditas terras. No entanto, é em 1733 que João de Miranda Ribeiro toma a iniciativa que fará com que o seu nome se perpetue no tempo. Nesse ano, juntamente com Manuel Antunes Lima, mestre pedreiro, solicitou autorização real para fundar e edificar à sua custa um convento de religiosas franciscanas na cidade da Baía, junto a capela de Nossa Senhora da Lapa, por si instituída, tendo sido dada, no ano seguinte, a autorização eclesiástica para a construção do novo convento. Consta que essa iniciativa foi fruto de uma promessa feita por João de Miranda Ribeiro, de construir uma capela dedicada a Nossa Senhora da Lapa, o que deu origem à posterior construção do convento. Na petição ao rei, João de Miranda Ribeiro argumentava que o único convento feminino no Brasil - o Convento do Desterro - não tinha vagas suficientes para atender todas as famílias que queriam que suas filhas fossem religiosas. Argumentava ainda que, como ele, que tinha cinco filhas, outros homens também não podiam colocar as suas filhas neste convento e a única solução que lhes restava era enviá-las para o reino. Compromete-se então a edificar, junto com Manuel Antunes Lima, um mosteiro de religiosas à altura dos mosteiros existentes no reino e a arcar sozinho com todas as despesas necessárias.
O parecer emitido pelo Vice-rei do Brasil, o Conde das Galveias, não deixa dúvidas sobre o prestígio e os recursos financeiros de que dispunha João de Miranda Ribeiro. O Vice-rei assegura que o mestre carpinteiro "possuía terras e propriedades, (e) havia construído uma capela com perfeição e considerável despesa, só para que os moradores daquele bairro com maior comodidade ouvissem a missa nos dias de preceito, sendo notavelmente aplaudido". A licença foi concedida, com a condição de que João de Miranda Ribeiro fosse o responsável pela construção do mosteiro, devendo dotá-lo com propriedades sitas na Baía, que garantissem rendimento suficiente para assegurar a sua manutenção. Desta forma, a Coroa resolvia o problema da falta de vagas no Convento do Desterro, que ocasionava a ida de muitas mulheres para os conventos da metrópole, sem onerar de forma alguma os cofres reais. O facto de João de Miranda Ribeiro poder custear a construção do convento parece ter sido decisivo para que a Coroa permitisse a fundação do mesmo, que foi o segundo mosteiro de religiosas no Brasil.
O Convento de Nossa Senhora da Conceição da Lapa veio a ser concluído em 1744, tendo João de Miranda Ribeiro como seu primeiro administrador e as suas cinco filhas como religiosas, as primeiras do convento (Sóror Teresa de Jesus da Lapa, Sóror Joana do Nascimento da Lapa, Sóror Úrsula das Virgens da Lapa, Sóror Maria da Cruz da Lapa e Sóror Francisca do Sacramento da Lapa). João de Miranda Ribeiro havia casado na cidade do Salvador com Maria do Nascimento Pereira, natural da freguesia de Miragaia, na cidade do Porto, filha de Luís Aires de Sousa e de Catarina Pereira, de quem teve cinco filhas, todas freiras no convento da Lapa, e um filho, Agostinho de Miranda Ribeiro, herdeiro da fortuna do seu pai, filho esse que casou na Baía com D. Josefa Maria de Sousa, filha do Capitão Manuel de Sousa Guimarães e de D. Maria da Silva. João de Miranda Ribeiro faleceu em 1755, deixando por concluir as obras de ampliação do convento, que iniciara em Junho de 1750.
João de Miranda Ribeiro era irmão de José de Miranda Ribeiro (Vila Nova de Gaia, 18 de Março de 1705 – Minas Gerais, antes de 1787), que se fixou no Sabará, fazendo fortuna com o garimpo do ouro, e de Severino de Miranda Ribeiro (Vila Nova de Gaia, 25 de Fevereiro de 1707 – Minas Gerais, 1787), que também se estabeleceu em Minas Gerais, onde faleceu rico, com testamento de 3 de Abril de 1787.